# Sitio de Siracusa (827-828)
El sitio de Siracusa de 827-828 fue el primer intento de los aglabíes de conquistar la ciudad bizantina de Siracusa, en el tema de Sicilia. Después de tomar la fortaleza de Mazara del Vallo pusieron sitio a Siracusa, la capital de la provincia de Sicilia. El sitio comenzó a finales del 827 y duró hasta el verano del 828. Durante el asedio, las tropas musulmanas sufrieron grandes bajas debido a la escasez de víveres, además debieron afrontar una epidemia de peste que acabó con la vida con muchos combatientes, incluyendo a su comandante Asad ibn al-Furat, que murió durante el asedio. El nuevo comandante Muhammad ibn Abi'l-Jawari desistió del asedio al no poder tomar la ciudad y regresó con el resto de sus tropas a África. La victoria permitió al Imperio bizantino conservar Siracusa hasta el año 878 en que cayó en poder de los aglabíes.